# Flodtaggstjärt
Flodtaggstjärt (Synallaxis cabanisi) är en fågel i familjen ugnfåglar inom ordningen tättingar.

## Utseende och läte
Flodtaggstjärten är en medelstor (16–18 cm) taggstjärt med mestadels brun fjäderdräkt. Ovansidan är brun med rostrött på hjässa, vingar och stjärt. Undersidan är ljusare, strupen grå med svartaktiga fjädrar. Liknande mörk tahhstjärt har också kastanjebrun hjässa, men den sträcker sig inte fram till pannan. Strupen verkar också mer bandad hos flodtaggstjärten på grund av vitaktiga fjäderkanter. Lätet är ett lågt och nasalt "nyap".

## Utbredning och systematik
Flodtaggstjärt delas in i två underarter med följande utbredning:
- Synallaxis cabanisi cabanisi – förekommer vid östra foten av Anderna i Peru (i norr till Huánuco)
- Synallaxis cabanisi fulviventris – förekommer vid östra foten av Anderna i Bolivia (södra till södra Beni och Cochabamba)

## Status och hot
Arten har ett stort utbredningsområde, men tros minska i antal, dock inte tillräckligt kraftigt för att den ska betraktas som hotad. Internationella naturvårdsunionen IUCN listar arten som livskraftig (LC).

## Namn
Fågelns vetenskapliga artnamn hedrar Jean Louis Cabanis (1816-1906), tysk ornitolog och grundare av Journal für Ornithologie 1853.